# Cathartesaura
Cathartesaura é uma espécie de dinossauros que se acreditava existir apenas no contiente africano, mas que também viveu na Patagônia. Seu nome atual foi uma homenagem ao nome científico do abutre que faz ninhos na região da Patagônia.
Após a descoberta de fósseis dessa espécie na Patagônia argentina, Sebastián Apesteguía, um paleontólogo do Museu Argentino de Ciências Naturais disse numa entrevista à AFP (em 13 de Junho de 2006) que se tratava "de uma espécie cuja existência era desconhecida na América do Sul e que pertence a uma família identificada cientificamente há apenas 10 anos. (...) É quase certo que eram animais grupais que se moviam em manadas e se defendiam dando golpes com a cauda em seus atacantes. (...) Até pouco tempo, os cientistas só haviam podido determinar a existência destes dinossauros em sedimentos africanos. Sua descoberta em La Buitrera confirma que na região patagônica habitava uma fauna completa de dinossauros e outros vertebrados", afirmou o cientista.